# Caicassavou (Ort)
Caicassavou ist ein osttimoresischer Ort im Suco Guiço (Verwaltungsamt Loes, Gemeinde Liquiçá). Das Dorf liegt im Süden der Aldeia Caicassavou, in einer Meereshöhe von 57 m. Die Häuser gruppieren sich um eine Überlandstraße und einer Abzweigung nach Norden. Westlich befindet sich das Dorf Raimeda, östlich das Dorf Siamodo. Caicassavou ist das Zentrum der gleichnamigen Aldeia.